# Christian Flor (Komponist)
Christian Flor (* 1626 in Neukirchen (Ostholstein); † 28. September 1697 ebenda) war ein deutscher Komponist und Organist.

## Leben
Flor entstammte einer in Schleswig-Holstein verbreiteten Pastorenfamilie und wurde als Sohn des Pastors Otto Flor und seiner Frau Catharina geboren. Seine musikalische Ausbildung erhielt er vermutlich bei den Orgelmeistern in Hamburg oder Lübeck. Er war ab 1652 Organist an St. Marien in Rendsburg und heiratete 1653 Margarethe Hudemann († 1671), die Tochter seines Vorgängers. Eine Tochter Catharina wurde am 24. Oktober 1653 in Rendsburg getauft. Spätestens 1654 wurde er Organist an St. Lamberti in Lüneburg. Nach dem Tod seiner Frau heiratete er Anna Dorothea Lange (1641–1685). Von 1676 bis zu seinem Tode war er (als Vorgänger von Georg Böhm) zugleich Organist an St. Johannis in Lüneburg. 1683 erwarb er das Lüneburger Bürgerrecht.
Flor war als Organist und Orgelsachverständiger überregional bekannt. Er trug wesentlich dazu bei, dass Lüneburg zu einem der wichtigsten norddeutschen Musikzentren der Zeit wurde. Sein Sohn Johann Georg (1679–1728) wirkte wie sein Vater als Organist an St. Lamberti in Lüneburg, sein Sohn Gottfried Philipp (1682–1723) ab 1707 als Organist an St. Michaelis in Lüneburg.
Flor komponierte 1667 eine Matthäuspassion, die zu den ersten oratorischen Passionen der Musikgeschichte zählt. Neben wenigen erhaltenen Orgelwerken und eigenständigen Cembalokompositionen schuf Flor mehrere Liedsammlungen, Gelegenheitsmusiken und liturgische Vokalwerke.
Johann Sebastian Bach hat bei seinem Aufenthalt als Schüler in Lüneburg wahrscheinlich Kompositionen von Flor kennen gelernt und sich von ihnen beeinflussen lassen. Nach anderen Quellen soll Bach Flor persönlich gekannt und seine Kompositionen geschätzt haben. Für seinen Ruf spricht auch, dass ihn sowohl Johann Gottfried Walther (1732) als auch Johann Mattheson in ihren Musiklexika anführen. Letzterer bezeichnet ihn in seiner Grundlage einer Ehrenpforte (1740) als „den berühmten Lüneburgischen Organisten.“

## Werke
- Passionsoratorium, 1667
- Es ist gnug, Herr, kleines geistliches Konzert, Verlag C. Hofius Ammerbuch, 2007
- Machet die Tore weit, Kantate für Singstimmen (SATB), Streicher und b.c., Edition Baroque Bremen
- Pastores currite in Bethlehem, Kantate für Singstimmen (SATB), Streicher und b.c., Edition Baroque Bremen
- Es segne dich der Gott Israels, Kantate für Singstimmen (SATB), 2 Violinen und b.c., Edition Baroque Bremen

- Cembalowerke (konnten erst 1997 Flor zugeordnet werden), daraus:
  - Wie schön leuchtet der Morgenstern (Online-Version; PDF; 76 KB)
  - Zehn Suiten für Clavier, hrsg. von Jörg Jacobi, Edition Baroque Bremen 2006, ISMN-M-700266-05-9.
  - Dreizehn & Ein Choral, Edition Baroque Bremen.
- Neues Musikalisches Seelenparadis, in Sich begreiffend Die allerfuertreflichste Sprueche der H. Schrifft, Neuen Testaments, In Lehr- und Trostreichen Liedern, und Hertzens-Andachten (welche so wohl auf bekannte, und in den Evangelischen Kirchen gewoehliche, Als auch gantz neue, von dem fuertrefflichen Musico, Herren Christian Flor, der Kirchen zu S. Lambrecht, in Lueneburg wolbestelte Organisten, so kuenst als lieblich gesetzte Melodien, koennen gespilet und gesungen werden) / richtig erklaehret und abgefasset ... hervor gegeben von Johann Rist. Stern, Lüneburg 1662. 495 S.
- Das gläubige Senffkorn – 23 Lieder für Singstimme und Basso continuo nach Gedichten von Georg Heinrich Werbern, 1665 (Vokalwerke, Band VIII), Edition Baroque Bremen.

## Diskografie
- Nicolaus Bruhns: Complete Organ Works (+ Christian Flor: Chorale Preludes), Sven-Ingvart Mikkelsen, Orgel (Kontrapunkt 32198)
- G. A. Pandolfi Mealli: Violin Sonatas (1660) (+ Christian Flor [Zuschreibung]: Suite in D), Andrew Manze, Violine; Richard Egarr, Cembalo; Fred Jacobs, Theorbe (CCS 5894)
- Dansk Orgelmusik i 400 år (Christian Flor: Ein feste Burg ist unser Gott & Suite in D), Sven-Ingvart Mikkelsen (3CD CLASSCD 528-30)
- Dieterich Buxtehude, Christian Flor u. a.: Organ Landscape: Holstein-Lübeck, Wolfgang Baumgratz, Orgel (CD, MDG 319 0962)
- Anonymus, Dietrich Becker, Christian Flor: Musicalische Frühlings-Früchte (Christian Flor: Cembalosuiten, „Hochzeitlicher Freuden-Klang“’), Musica Poetica, Jörn Boysen (Challenge Classics CC 72332)
- Christian Flor, Johann Sebastian Bach: Musicalische Hertzens Andachten, Ute Weitkämper, Mezzosopran; Roman Mario Reichel, Orgel und Cembalo (CD 2024)